# Il gatto incastrato
Il gatto incastrato (The Framed Cat) è un film del 1950 diretto da William Hanna e Joseph Barbera. È il cinquantatreesimo cortometraggio della serie Tom & Jerry, distribuito il 21 ottobre del 1950 dalla Metro-Goldwyn-Mayer.

## Trama
Tom ruba una coscia di pollo dalla cucina, ma rompe accidentalmente una caraffa, richiamando l'attenzione di Mammy Due Scarpe. Tom decide allora di far cadere la colpa su Jerry. In seguito, mentre Tom dorme sotto un albero, Jerry decide di vendicarsi: prende di nascosto a Spike il suo osso e lo mette sopra a Tom, in modo che il cane creda che l'abbia preso il gatto. Ripresosi l'osso, Spike avverte Tom che se lo vedrà ancora con il suo osso gli farà passare dei guai. Per il resto del cartone Jerry sottrae di nascosto l'osso a Spike per darlo a Tom, inducendo il bulldog a credere che quest'ultimo sia il responsabile del furto e ogni volta il gatto riesce a salvarsi dall'ira di Spike. Alla fine Jerry pratica un foro nell'osso, dentro cui mette una vite, dopodiché va dal dormiente Tom e gli mette una calamita in bocca. L'osso viene attirato dalla calamita, che Tom finisce per ingoiare. Spike cerca di riprendersi l'osso, ma esso continua a essere attirato dal magnete nel corpo di Tom. Il gatto lancia quindi lontano l'osso, che poco dopo il magnete attira ancora. Mentre Tom fugge, seguito dall'osso e da Spike, Jerry osserva la scena stando in una lattina, che viene anch'essa attirata dalla forza magnetica, iniziando un inseguimento.